# Texel

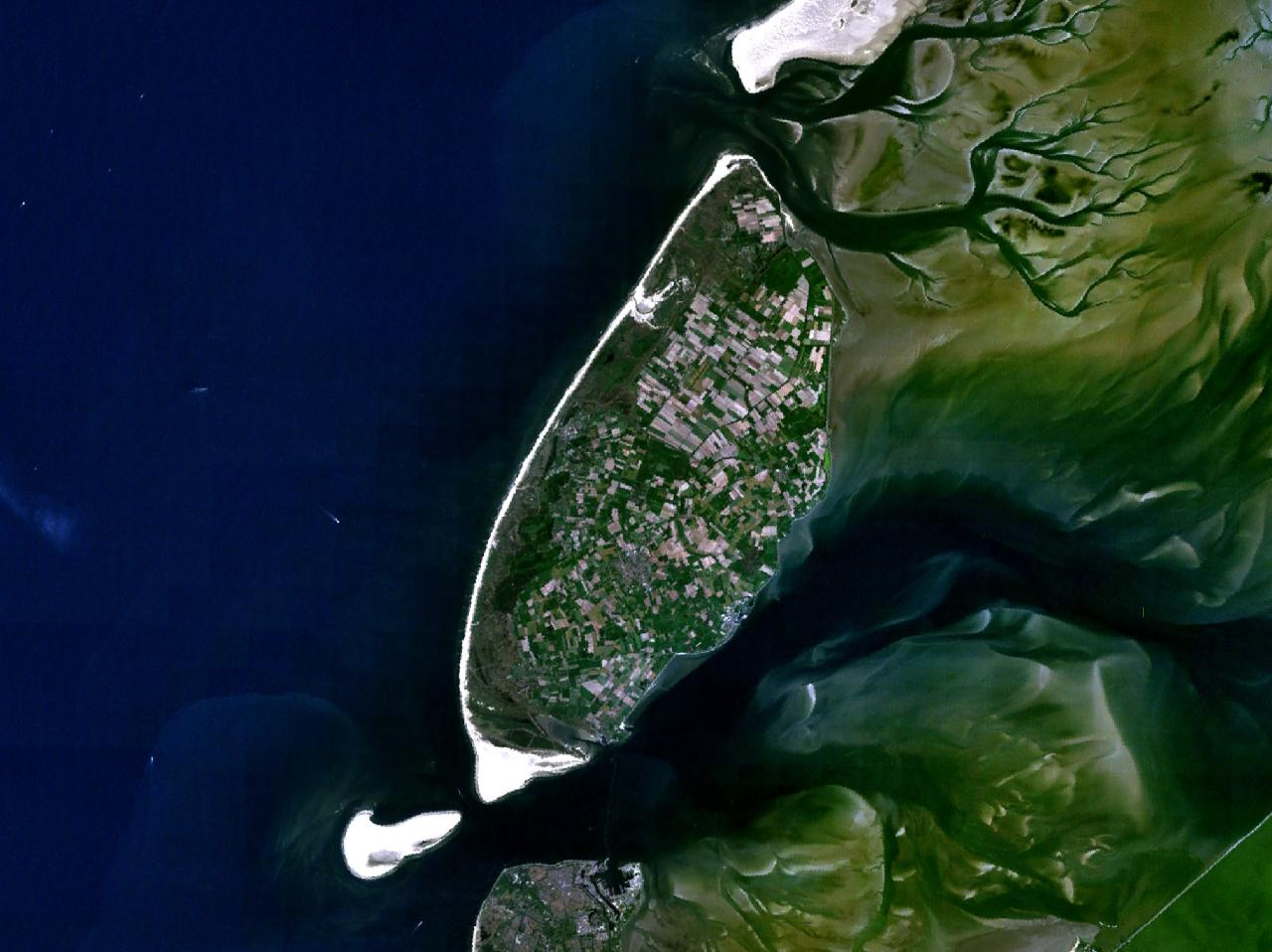
Satellitbild av Texel.

Texel (uttalas Tessel) är en ö och en kommun i provinsen Noord-Holland i Nederländerna. Kommunens totala area är 463,28 km² (där 301,32 km² är vatten) och invånarantalet är 13 735 invånare (2004). Huvudort är Den Burg; andra byar är bland annat De Koog, De Cocksdorp, Den Hoorn, Oosterend och Oudeschild. Texel är den största och västligaste ön i ökedjan kallad de frisiska öarna (nl. Waddeneilanden) som ligger utmed kusten av Nederländerna, Tyskland och Danmark. Den grunda delen av Nordsjön som ligger mellan ökedjan och fastlandet kallas Vadehavet (nl. Waddenzee). Ön har i sin helhet medeltida stadsrättigheter sedan 1415 och den är därmed till ytan Nederländernas största stad. Egentligen består Texel av två öar: egentliga Texel i söder och Eierland i norr. År 1630 färdigställdes en sandvall som förband de två öarna.
Under andra världskriget ockuperades ön liksom resten av Nederländerna av Nazityskland, och ön blev platsen för några av krigets sista stridshandlingar i det georgiska upproret på Texel.
Viktigaste näringsgren på Texel är turismen och på sommaren finns det särskilt många holländare och tyskar som åker hit. Vid sidan om detta finns det en del lantbruk och boskapsskötsel. Fårrasen 'Tesselaar' är känd för sin ost och sin fina ull. Det Kungliga nederländska havsforskningsinstitutet (nl. Koninklijk Nederlands Instituut voor Onderzoek der Zee (NIOZ)) har sina kvarter i Den Hoorn.
Texel har en färjeförbindelse med hamnstaden och marinbasen Den Helder i provinsen Noord-Holland på fastlandet, som ägs av öborna.
Från 1980 och fram till sin död år 2007 bodde författaren och konstnären Jan Wolkers på Texel, där han år 2006 blev hedersmedborgare.